# Perry (Maine)
Perry ist eine Town im Washington County des Bundesstaates Maine in den Vereinigten Staaten. Im Jahr 2020 lebten dort 802 Einwohner in 527 Haushalten (in den Vereinigten Staaten werden auch Ferienwohnungen als Haushalte gezählt) auf einer Fläche von 108,93 km².

## Geographie
Nach dem United States Census Bureau hat Perry eine Gesamtfläche von 108,93 km², von der 75,81 km² Land sind und 33,13 km² aus Gewässern bestehen.

### Geographische Lage
Perry liegt im Südosten des Washington Countys an der Passamaquoddy Bay des Atlantischen Ozeans. Im Norden grenzt der Boyden Lake an. Die Oberfläche ist eher eben, ohne größere Erhebungen.

### Nachbargemeinden
Alle Entfernungen sind als Luftlinien zwischen den offiziellen Koordinaten der Orte aus der Volkszählung 2010 angegeben.
- Norden: Robbinston, 9,9 km
- Südosten: Deer Island, New Brunswick, 9,8 km
- Osten: Passamaquoddy Pleasant Point Reservation, 5,8 km
- Süden: Lubec, 21,1 km
- Westen: Pembroke, 7,8 km

### Stadtgliederung
In Perry gibt es mehrere Siedlungsgebiete: Gilson, North Perry, Perry und Pleasant Point.

### Klima
Die mittlere Durchschnittstemperatur in Perry liegt zwischen −6,7 °C (20 °F) im Januar und 18,3 °C (65 °F) im Juli. Damit ist der Ort gegenüber dem langjährigen Mittel der USA um etwa 9 Grad kühler. Die Schneefälle zwischen Oktober und Mai liegen mit bis zu zweieinhalb Metern mehr als doppelt so hoch wie die mittlere Schneehöhe in den USA; die tägliche Sonnenscheindauer liegt am unteren Rand des Wertespektrums der USA.

## Geschichte
Das Gebiet wurde als Township No. 1 Putnam Survey (T1 PS) vermessen. Perry wurde am 12. Februar 1818 als eigenständige Town organisiert.
Die Küstenlinie von Perry ist steil, die angrenzenden Gewässer tief, so dass Schiffe bis 100 Tonnen nah an den meisten Orten ankern konnten, um vom Ufer aus beladen werden zu können. Der Tidenhub beträgt ca. 9 m. General Benjamin Lincoln und weitere kauften das Gebiet 1783–84 von Massachusetts. Zu den Bedingungen des Kaufs gehörte die Besiedlung durch 20 Siedler innerhalb einer bestimmten Zeit, von denen jeder 100 Morgen Land bekommen sollte. Haupterwerb der ersten Siedler war der Handel mit Holz, da die Wälder auf dem Gebiet der Town viele hochwertige Bäume enthielten. Einen Boom erfuhr die Town 1808, als durch Bonaparte der Handel mit Holz durch die Ostsee mit den Engländern gestoppt wurde. Nachdem die Wälder ausgebeutet waren, intensivierten die Bewohner die Landwirtschaft, Küstenfischerei und Fischerei.
Am Pleasant Point, dem südöstlichen Ende der Town, liegt eine Siedlung der Passamaquoddy.

### Einwohnerentwicklung
| Volkszählungsergebnisse – Town of Perry, Maine | Volkszählungsergebnisse – Town of Perry, Maine | Volkszählungsergebnisse – Town of Perry, Maine | Volkszählungsergebnisse – Town of Perry, Maine | Volkszählungsergebnisse – Town of Perry, Maine | Volkszählungsergebnisse – Town of Perry, Maine | Volkszählungsergebnisse – Town of Perry, Maine | Volkszählungsergebnisse – Town of Perry, Maine | Volkszählungsergebnisse – Town of Perry, Maine | Volkszählungsergebnisse – Town of Perry, Maine | Volkszählungsergebnisse – Town of Perry, Maine |
| Jahr                                           | 1800                                           | 1810                                           | 1820                                           | 1830                                           | 1840                                           | 1850                                           | 1860                                           | 1870                                           | 1880                                           | 1890                                           |
| ---------------------------------------------- | ---------------------------------------------- | ---------------------------------------------- | ---------------------------------------------- | ---------------------------------------------- | ---------------------------------------------- | ---------------------------------------------- | ---------------------------------------------- | ---------------------------------------------- | ---------------------------------------------- | ---------------------------------------------- |
| Einwohner                                      |                                                |                                                | 407                                            | 735                                            | 1008                                           | 1324                                           | 1195                                           | 1149                                           | 1047                                           | 945                                            |
| Jahr                                           | 1900                                           | 1910                                           | 1920                                           | 1930                                           | 1940                                           | 1950                                           | 1960                                           | 1970                                           | 1980                                           | 1990                                           |
| Einwohner                                      | 1245                                           | 1153                                           | 1046                                           | 992                                            | 713                                            | 613                                            | 564                                            | 878                                            | 920                                            | 758                                            |
| Jahr                                           | 2000                                           | 2010                                           | 2020                                           | 2030                                           | 2040                                           | 2050                                           | 2060                                           | 2070                                           | 2080                                           | 2090                                           |
| Einwohner                                      | 847                                            | 889                                            | 802                                            |                                                |                                                |                                                |                                                |                                                |                                                |                                                |

## Wirtschaft und Infrastruktur

### Verkehr
Der U.S. Highway 1 verläuft in westöstlicher Richtung durch die Town. Von ihm zweigt in südlicher Richtung die Maine State Route 190 nach Eastport ab.

### Öffentliche Einrichtungen
Es gibt keine medizinischen Einrichtungen in Perry. Die nächstgelegenen befinden sich in Lubec und Eastport.
Perry besitzt keine eigene Bücherei. Die nächstgelegenen befinden sich in Pembroke und Eastport.

### Bildung
Für die Bildung in Perry ist das Perry School Department zuständig. In Perry befindet sich die Perry Elementary School mit Klassen von Kindergarten bis 8. Schulklasse.